# Odette Eid
Odette Eid (arabisch أوديت عيد), geborene Haidar, verheiratete Odette Haidar Eid (geboren 1922 in Zahlé, Libanon; gestorben am 13. Juli 2019 in São Paulo, Brasilien) war eine libanesische Bildhauerin, die seit ihrer Kindheit in Brasilien lebte.

## Leben und Werk

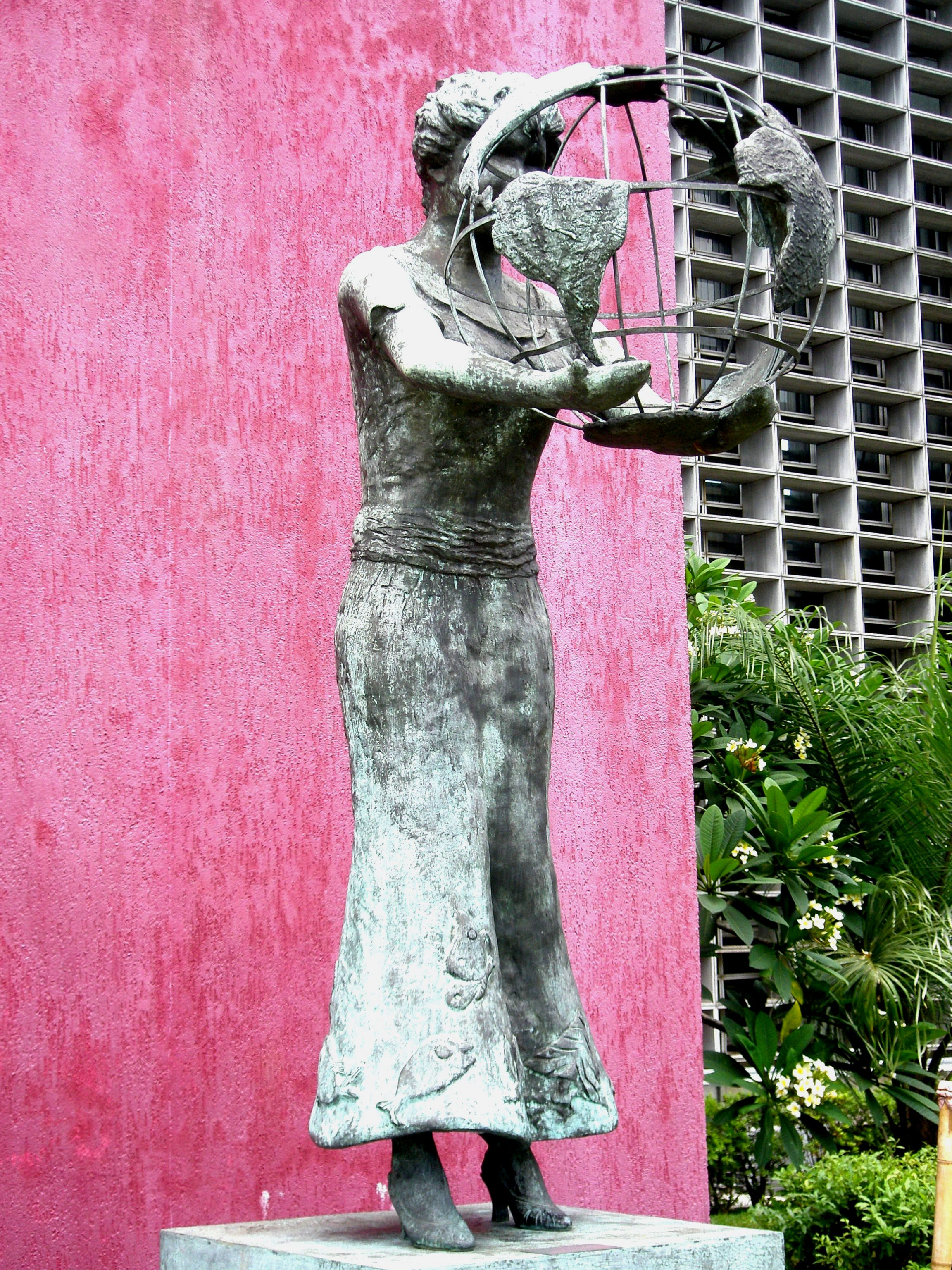
Skulptur Mulher que carrega o Mundo, São Paulo

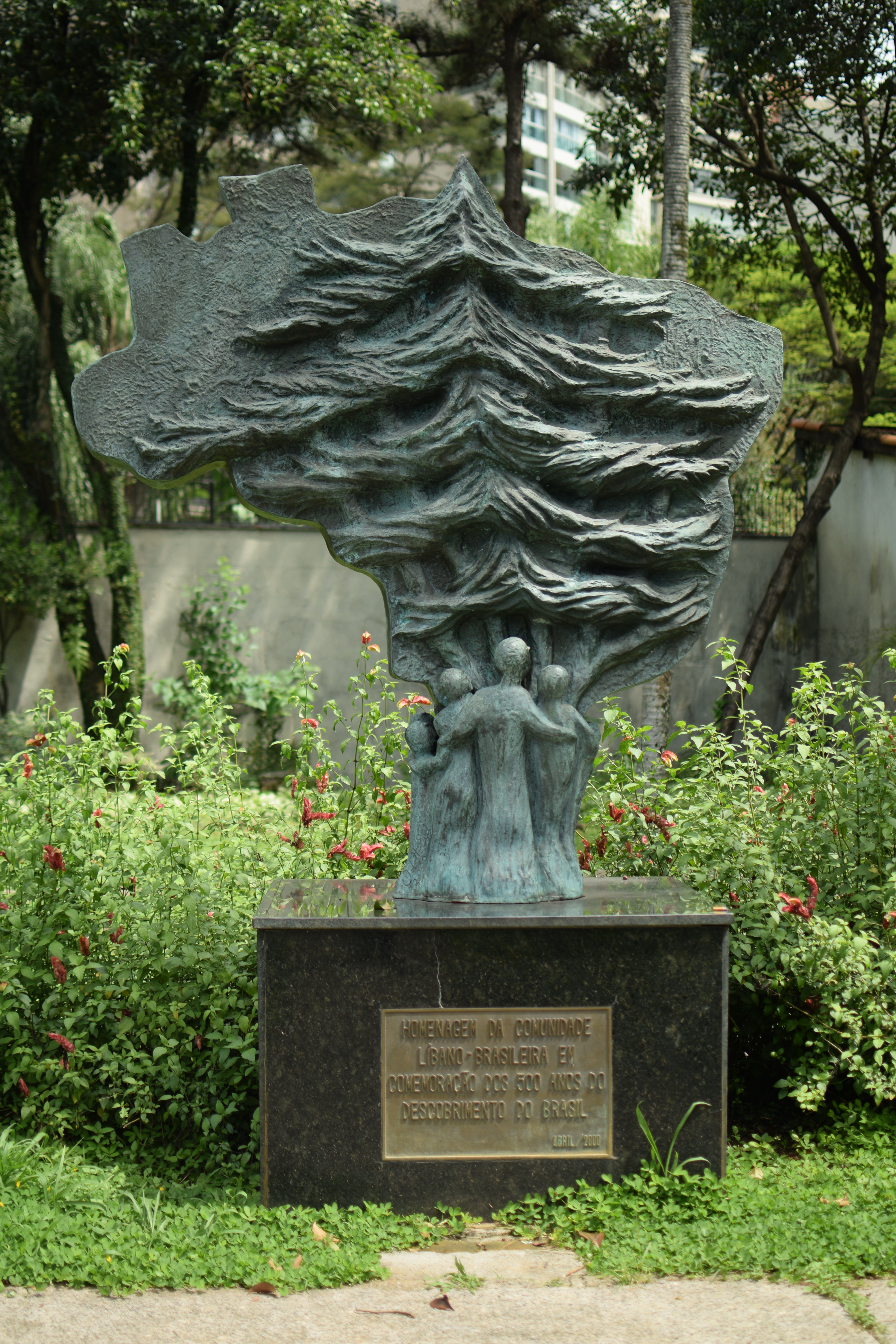
Skulptur zur 500-Jahr-Feier der „Entdeckung“ Brasiliens durch Cabral

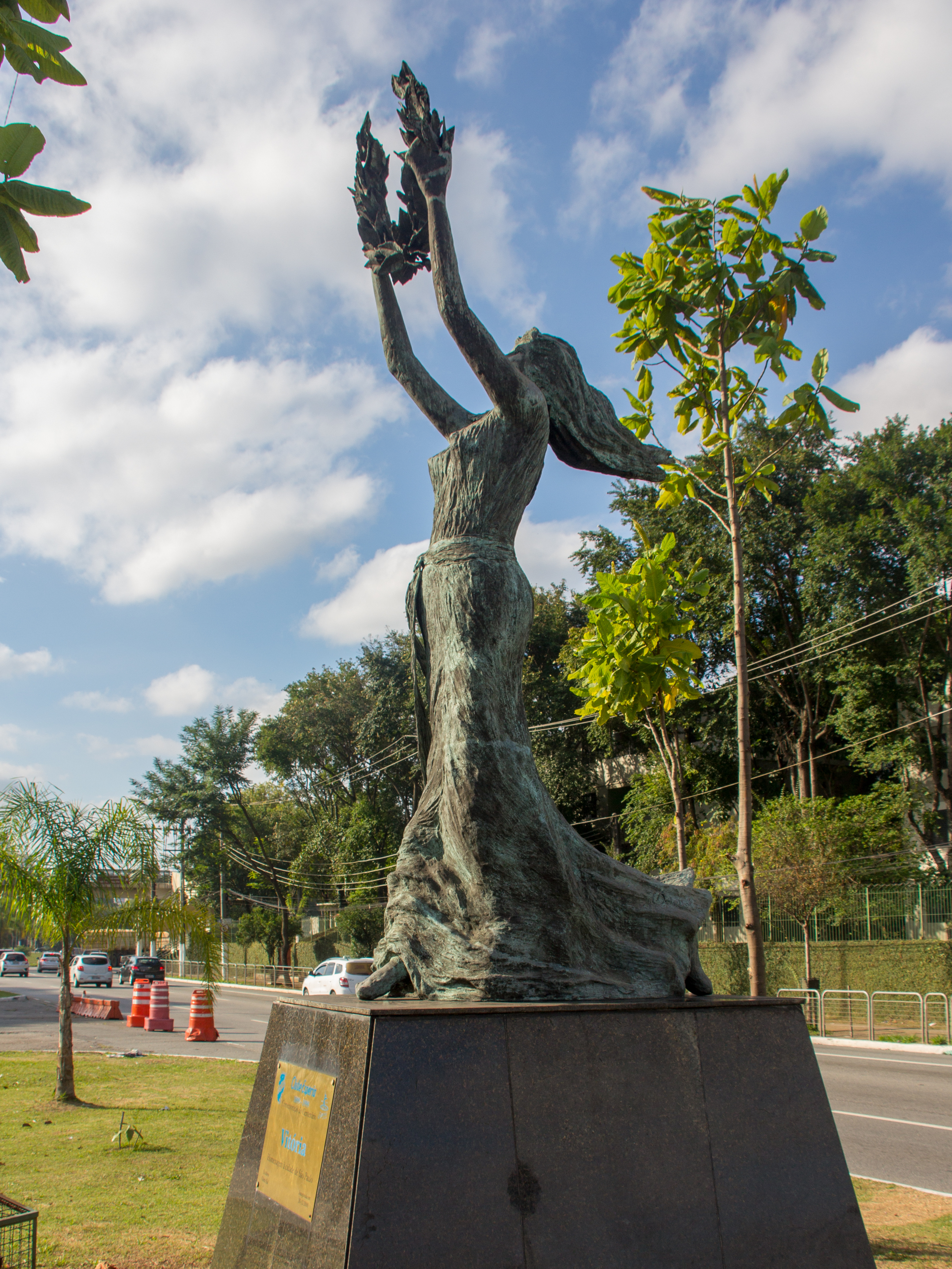
Skulptur Vitória

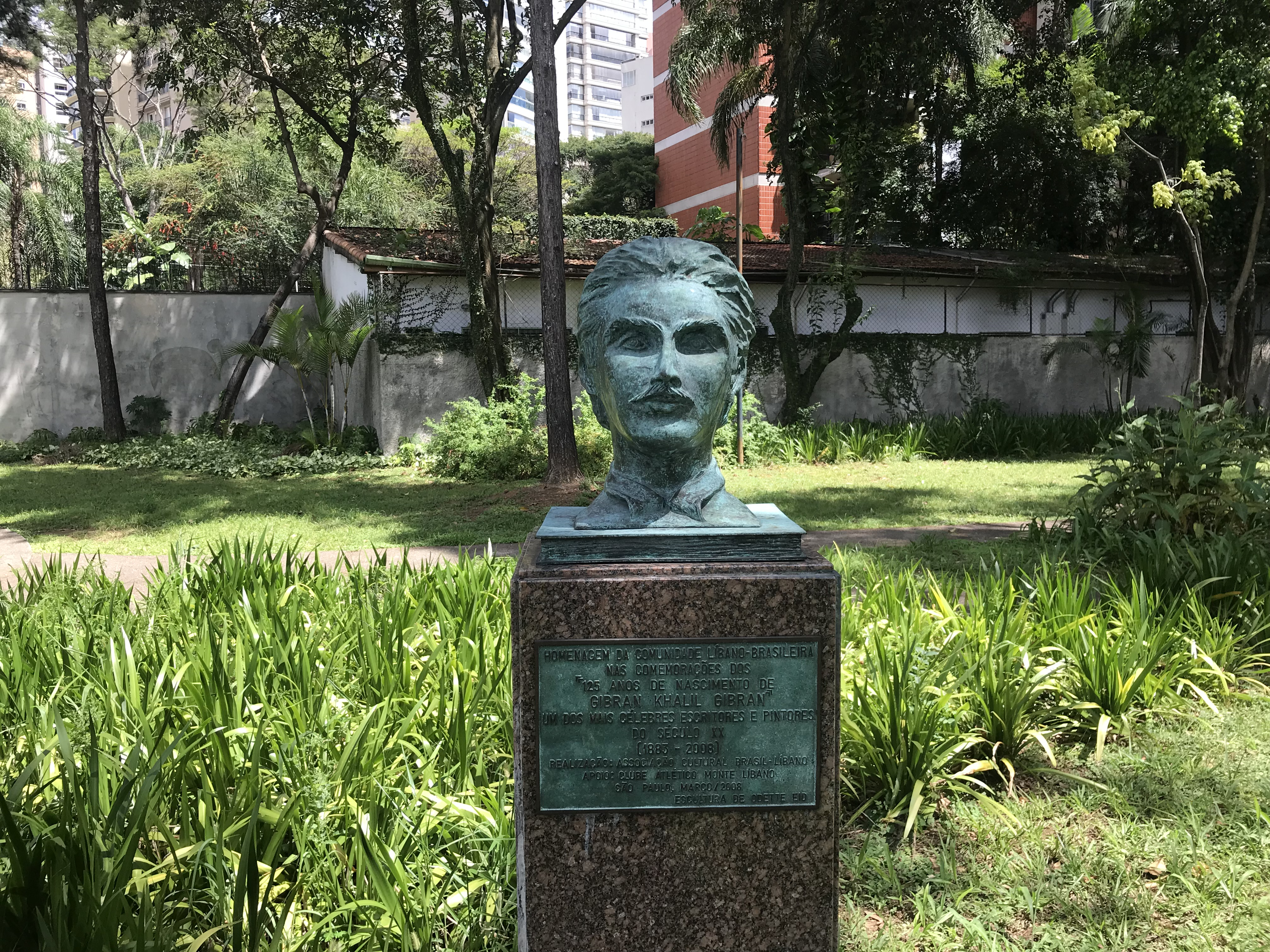
Porträtbüste von Khalil Gibran

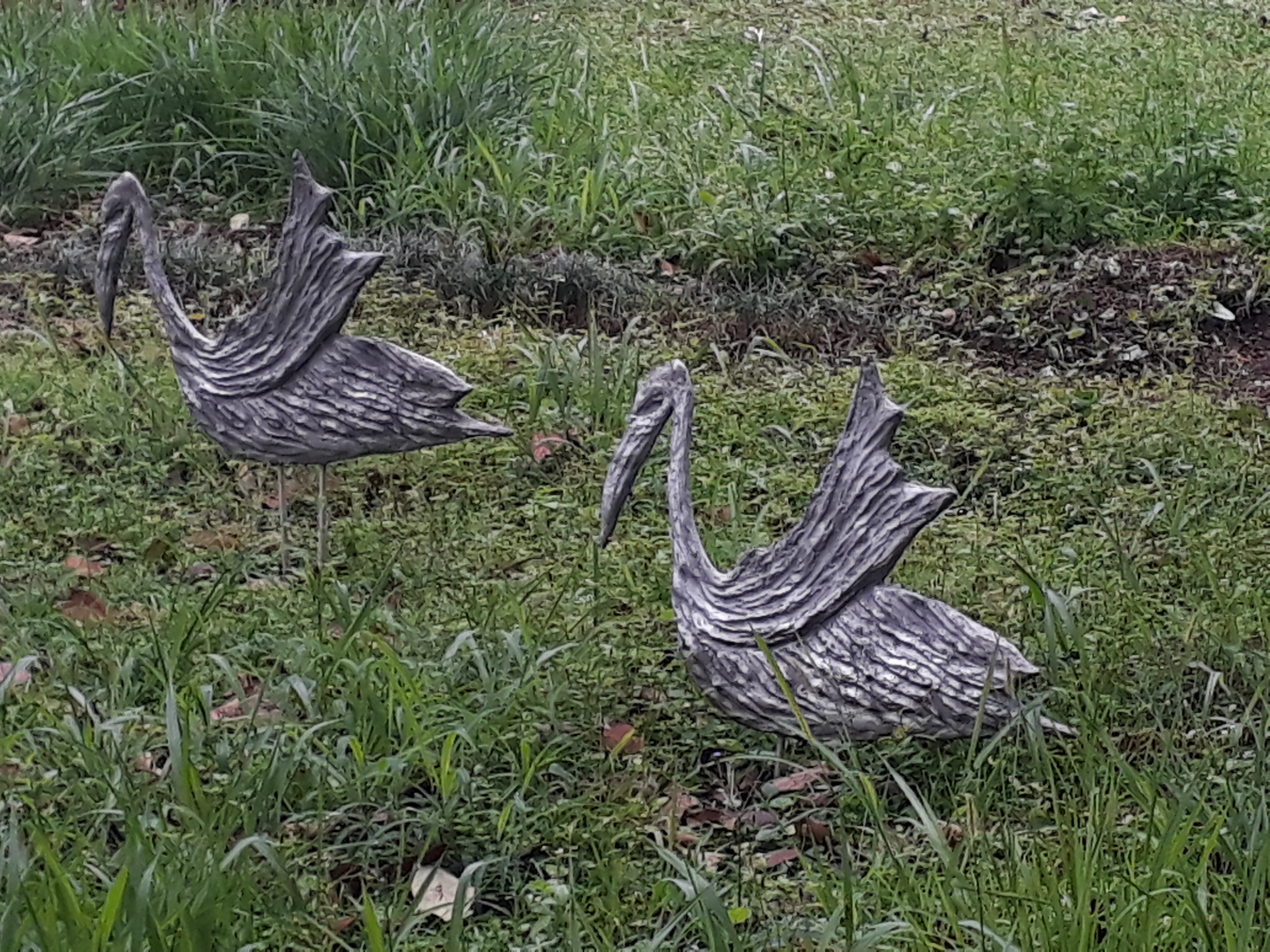
Fantasievögel im Rosengarten

Odette Haidar wurde 1922 in der libanesischen Stadt Zahlé geboren. Als sie drei Jahre alt war, zog ihre Familie nach Brasilien und ließ sich in São Paulo nieder. Über ihren Lebensweg in ihren ersten Lebensjahrzehnten ist wenig bekannt. Sie besuchte verschiedene Kunst- und Kunstgeschichtskurse an unterschiedlichen Einrichtungen São Paulos. Unter anderem studierte sie Kunstgeschichte bei Paulo Ramos Machado am IADE, weitere Kurse besuchte sie an der ESPADE, an der Escola de Folclore und im Atelier von Artescultura.
Im Jahr 1942 heiratete sie den Geschäftsmann Calim Eid (1923–1999) und wurde in den folgenden Jahren Mutter dreier Töchter (Vilma, Célia und Lúcia) und eines Sohnes (Sílvio). In dieser Zeit verbrachte Odette Eid auch viel Zeit in sogenannten „clubes das mães“ (Mütterclubs), in denen sich Frauen gegenseitig Fertigkeiten beibrachten. Unter anderem gab sie auch Kunst- und Handwerksunterricht für in Armut lebende Frauen. Um 1980 erwarb das Ehepaar ein Anwesen in der ländlichen Gemeinde Santo Antônio do Pinhal etwa 150 km nordöstlich von Sao Paulo und ließ sich dort nieder.
Erst im Alter von mehr als 60 Jahren begann Odette Haidar Eid im Jahr 1983 mit ihrer künstlerischen Arbeit als Bildhauerin. In vielen ihrer Arbeiten stellte sie die Kraft des Frauenkörpers in großen, idealisierte Frauenfiguren dar. Sie arbeitete vor allem in Bronze, aber auch in Aluminium. Von ihr geschaffene Denkmäler stehen auf verschiedenen Plätzen und in öffentlichen Parks der Stadt São Paulo, darunter eine Porträtbüste des Philosophen und Dichters Khalil Gibran und eine überlebensgroße Frauenfigur mit dem Titel Deusa da Vitória (Göttin des Sieges). Zu den bekannten, charakteristischen Werken Eids gehören auch ihre phantastischen Skulpturen imaginärer Tiere.
Eid nahm an diversen Einzel- und Gemeinschaftsausstellungen in mehreren Ländern teil, häufig stellte sie auch in ihrer Heimatstadt São Paulo aus. Ihre Kunstwerke befinden sich in Sammlungen in einem Dutzend Ländern.
Mit 90 Jahren arbeitete Eid vier Monate lang an einer Skulptur, die im Jahr 2012 in der Avenida República do Líbano ausgestellt wurde. Das Werk soll an die 500-Jahr-Feier der Entdeckung Brasiliens im Jahr 2000 erinnern. Die Skulptur stellt die Menschen der Welt dar, die einen Baum umarmen. Die Künstlerin integrierte mit diesem Baum, der deutlich als Libanonzeder erkennbar ist, eine Reverenz an ihr Geburtsland Libanon in dieses Kunstwerk. Sehr enttäuscht war Eid darüber, dass ein Stein aus dem Sockelbereich gestohlen wurde, den sie speziell für dieses Kunstwerk im Libanon anfertigen lassen hatte.
Zur Feier von Eids 95. Geburtstag veranstaltete die Galeria Estação eine kostenlose Ausstellung mit sechs ihrer großen in Aluminium gegossenen Skulpturen, die alle ab dem Jahr 2000 geschaffen worden waren.
Über ihre Arbeit wurde gesagt: 

„Odette Eid hat eine monumentale Vision der Skulptur, sowohl in ihren fantastischen Themen als auch in den weiblichen Bildern selbst, die sich durch ihre körperliche Realität und ihren Überschwang bei Berührung auszeichnen. Kurz gesagt, ihre Gottheiten, ihre Frauen, ihre Vögel, ihre Pferde und ihre Türme von Babel sind die Protagonisten einer Welt, in der die Künstlerin ihren unstillbaren Durst nach Freiheit, nach voller und großzügiger Freiheit überträgt.“

Odette Eid starb am 13. Juli 2019 im Alter von 97 Jahren in São Paulo im Hospital Sírio-Libanês an einer Harnwegsinfektion. Die größte brasilianische Tageszeitung Folha de S. Paulo veröffentlichte am 20. Juli 2019 einen Nachruf.
Ihre Hinterbliebenen, darunter ihre Tochter und bekannte Galeristin Vilma Eid, schenkten der Gemeinde Santo Antônio do Pinhal eine große Frauenskulptur mit dem Titel Mãe Lúcia.

## Auszeichnungen und Ehrungen
Eid gewann eine Auszeichnung bei der 1. Biennale des lateinamerikanischen Jubiläums der plastischen Kunst in Buenos Aires und den 1. Platz bei der XX. Chapel Contemporary Art Exhibition in São Paulo.

## Werke (Auswahl)
Kunstwerke im öffentlichen Raum
- Monumento Passarado. Skulptur, São Paulo
- (Deusa da) Vitória. Frauenskulptur in São Paulo
- Mãe Lúcia, Frauenskulptur in Santo Antônio do Pinhal[5]
- Mulher que carrega o Munds, São Paulo
- Khalil Gibran, Porträtbüste, São Paulo

Publikationen
- Odette Haidar Eid et al.: Minhas cabeças. São Paulo 2008, ISBN 978-85-908212-0-5 (brasilianisches Portugiesisch).